# Григорий Папуцопулос
Григорий III (на гръцки: Γρηγόριος ο Γ', Григориос) е гръцки духовник, костурски митрополит от 1985 до 1996 година.

## Биография
Роден е като Георгиос Константину Папуцопулос (Γεώργιος Κωνσταντίνου Παπουτσόπουλος) в Ермуполи, Сирос в 1933 година. Завършва богословие в Атинския университет в 1961 година. В 1964 година е хиротонисан за дякон. Работи като секретар на митрополита на Пирея, втори секретар на Светия Синод в Атина и игумен на манастира „Животворящ извор“ на Порос. На 21 ноември 1985 година става костурски митрополит.